# The Lot
The Lot is een verzamelbox van de Britse drummer Roger Taylor, uitgebracht op 11 november 2013. De box bestaat uit het werk dat Taylor buiten de band Queen gedaan heeft en bevat 12 cd's met solo-werk en werk met de band The Cross. De eerste uitgave van de verzamelbox bevat veel fouten in de teksten van het boek (ontbrekende songteksten, drukfouten etc. en afmixfouten op een aantal cd's. Op 12 december 2013 kwam een nieuwe uitgave van The Lot op de markt waarbij al deze fouten gecorrigeerd zijn.

## Inhoud
De box bestaat uit acht studio-albums, vier compilatie-cd's en een dvd.
Studio-albums
1. Fun In Space (1981)
2. Strange Frontier (1984)
3. Shove It (1988) - album van The Cross
4. Mad, Bad and Dangerous to Know (1990) - album van The Cross
5. Blue Rock (1991) - album van The Cross
6. Happiness? (1994)
7. Electric Fire (1998)
8. Fun on Earth (2013)

Overig
- 4 compilatiediscs met alle single-versies en B-kantjes van Roger Taylor en The Cross
- Dvd met videoclips en extra's

## Ontvangst
De boxset werd matig ontvangen door critici. Pierre Oitmann van NU.nl schreef dat op The Lot "schamele hoogtepunten" te vinden zijn. Nummers van The Cross klinken volgens hem "pijnlijk gedateerd en hebben de tand des tijd minder goed doorstaan dan de meeste Queen-albums uit die periode". Hij besluit zijn recensie met de opmerking dat vooral de kwantiteit indrukwekkend is.
Fans waren teleurgesteld vanwege productiefouten waardoor ze exemplaren ontvingen met typefouten of problemen met het geluid. Webwinkel Amazon.com legde de verkoop hierop stil. Op 12 november 2013 werd een bericht gepubliceerd op de Facebookpagina van Roger Taylor waarin vervangend materiaal werd aangeboden.